# Гаспачо
Не знаю, как дело обстоит теперь, но тогда домашний стол поражал своей первобытностью и неудобоваримостью. Чтобы дать об этом приблизительное понятие, я приведу рецепт холодного супа, каким нас частенько угощали: возьми воды (да и то ещё тепловатой), накроши в неё сырых помидоров, салату, варёного гороху, сельдерея, луку, чесноку, кусков хлеба — и вот вам мадридская ботвинья. И горох-то не общеевропейский, а жёлтый, величиной с орех, с рубчиками, то, что французы называют «pois sechés» и дают только… скоту, кажется, даже исключительно свиньям.
Гаспа́чо (исп. gazpacho) — традиционное блюдо и символ андалусской кухни, лёгкий холодный суп  ярко красного, с оранжевыми нотками оттенка из перетёртых в пюре свежих овощей (томатов, перцев и огурцов) с хлебом. Популярный холодный суп-салат, который предпочитают употреблять в жарких условиях, данное блюдо богато клетчаткой, витаминами и антиоксидантами. Гаспачо отдалённо напоминает по вкусу окрошку или холодный борщ, а по способу приготовления — русскую тюрю.  Суп не содержит животных продуктов, поэтому включается в вегетарианскую и веганскую кухню.
Существуют три основных версии происхождения слова «гаспачо». До XV века в Аль-Андалусе проживали арабы, мосарабы и евреи. По латинской версии, название супа произошло от латинского лат. panis — «хлеб». Согласно мосарабской версии, гаспачо произошло от «caspa» — «кусочки». Согласно еврейской версии, гаспачо созвучно еврейскому слову «gazaz», означавшему «дробить на кусочки». Институт Сервантеса на сайте Виртуального центра Сервантеса приводит португальскую версию происхождения от слова порт. caspacho, истоки которого теряются в дороманской Иберии.
Гаспачо в Испании ведёт своё начало от простой еды бедного сельского труженика в VIII веке — размоченного в воде чёрствого хлеба, оливкового масла, уксуса, дроблёного миндаля и чеснока, но прообразом гаспачо считается своеобразная древнеримская «тюря» из хлеба, оливкового масла и воды. До XVI века в гаспачо не было перца и томата, поскольку эти растения появились в Европе после открытия Америки. Первые письменные упоминания гаспачо относятся к золотому веку Испании. Цезарь Уден в труде «Сокровищница испанского и французского языков» 1607 года определяет гаспачо как «суп, сделанный с уксусом, маслом, солью и хлебом». Себастьян де Коваррубиас в своей «Сокровищнице кастильского или испанского языка» 1611 года понимает под гаспачо «определённый вид мигаса из обжаренного хлеба, масла, уксуса и ещё кое-каких примешиваемых продуктов для измельчения». По мнению Коваррубиаса, это еда сенокосцев и прочего грубого люда, и они дали ей такое имя, как им заблагорассудилось. Самый древний из сохранившихся рецептов гаспачо с томатом был записан в Мексике в 1789 году, но завезённое в Новый Свет испанское блюдо не содержало дефицитного оливкового масла. В XIX веке гаспачо получил популярность как у испанской буржуазии, так и у аристократии, в том числе в королевской семье, а томат закрепился в качестве обязательного ингредиента летнего супа. Ныне гаспачо занимает третью строчку в списке самых любимых блюд испанцев. Международный день гаспачо отмечают 21 июля. Испанские супермаркеты предлагают консервированный гаспачо.
В базовом рецепте гаспачо начинают готовить с замоченного в воде хлеба, к которому добавляют оливковое масло, толчёные помидоры, перцы, огурцы, чеснок, приправляют уксусом или лимонным соком, солью и перцем, а также посыпают мелко нарубленным репчатым луком и сельдереем. В гаспачо вкусы и ароматы овощей должны быть сбалансированы как в слаженном оркестре. Существует множество региональных рецептов гаспачо, например, в Малаге добавляют кедровые орешки, дыню, яблоко и виноград, в Уэльве — кинзу, базилик, мяту, петрушку, латук и эндивий. В авторских рецептах испанских поваров в гаспачо присутствуют морепродукты. Именитые испанские шеф-повара Дани Гарсия и Хосе Андрес спорят о том, допустим ли огурец в гаспачо. Имеются также рецепты гаспачо с черешней, клубникой, персиком, дыней и даже свёклой: обычно с томатами, но без перца, огурца и лука. По традиции гаспачо сервируют в глубоких глиняных мисках, которые лучше сохраняют холод, часто со льдом. Гаспачо едят ложкой или пьют из стаканов, а также его подают в качестве тапас. К гаспачо иногда подают поджаренный хлеб, рубленое крутое яйцо и хамон.
Другие известные холодные супы андалусской кухни — более густой томатный сальморехо и белый миндальный ахобланко. В отличие от гаспачо, в сальморехо не используются другие овощи кроме томата и не добавляется воды, то есть он представляет собой эмульсию. И другие варианты приготовления сальморехо недопустимы. Кроме того, сальморехо обязательно сервируют с рубленым крутым яйцом, ломтиками копчёной сёмги, хамоном серрано и гренками. Иногда для классического гаспачо требуется уточнение «по-андалусски», поскольку в Кастилии — Ла-Манче существует своё гаспачо — густое рагу из дичи, а в Эстремадуре овощное гаспачо загущивают ещё и измельчённым крутым желтком. Похожий на гаспачо по ингредиентам салат на юге Испании — в Кадисе и Хаэне — называется «пипиррана», его поедают, макая кусочки хлеба, а также часто подают к тунцу.
Помимо холодного овощного гаспачо в Малаге готовят горячий рыбный суп гаспачуэло, но это уже зимнее сезонное блюдо, чтобы согреться в холод.
В романе «Дон Кихот» гаспачо упоминает Санчо Панса, в русском переводе — «похлёбка»: «Уж лучше мне наедаться досыта похлёбкой, чем страдать от скаредности нахального лекаря, который морит меня голодом». Прабабушка короля Испании Филиппа VI Виктория Евгения Баттенбергская провела последние годы жизни в изгнании в Лозанне и угощала гостей гаспачо и тортильей. «Мало людей любит Испанию так сильно, как я, несмотря на то, что меня встречали бомбой, а на прощанье свергли с трона», — говорила она. Гаспачо был любимым блюдом 18-й герцогини Альбы. В песне Хоакина Сабины Qué hermosas eran гаспачо напоминает автору о его первой любви Софии. В фильме Педро Альмодовара «Женщины на грани нервного срыва» гаспачо формирует одну из сюжетных линий. Героиня Пепа в исполнении Кармен Мауры даёт канонический рецепт современного гаспачо: «Томат, огурец, перец, лук, зубчик чеснока, оливковое масло, соль, уксус, чёрствый хлеб и вода. Секрет в том, чтобы хорошо его перемешать». В мае 2012 года в меню завтрака, на который первых леди G8 собрала в Белом доме Мишель Обама, был свежий гаспачо, приготовленный Хосе Андресом из овощей с её огорода. В июне 2019 года в Альмерии приготовили самый большой гаспачо объёмом 9800 литров, занесённый в Книгу рекордов Гиннесса. Для него потребовалось 200 кг огурцов, 200 кг репчатого лука, 300 кг красного болгарского перца, 350 кг льда, 550 литров оливкового масла и 1400 литров воды. Всемирный день гаспачо отмечается 21 июля.